# Santa Lucia Range
De Santa Lucia Range of Santa Lucia Mountains is een bergketen in Monterey County in Californië. De keten is 170 kilometer lang en loopt van Monterey tot San Luis Obispo. De hoogste top is de Junipero Serra Peak (1786 meter, 5862 voet). De keten werd genoemd naar Lucia van Syracuse.
Aangezien deze keten zich dicht bij de Grote Oceaan bevindt groeien er zeer veel coniferen. Er groeit op de westkant onder andere de Abies bracteata (een soort zilverspar). De oostkant is droger en daar groeien verschillende soorten eiken en dennen. De hogere toppen van de keten krijgen een beetje sneeuwval in de winter.

## Hoogste toppen
- Junipero Serra Peak, 1786 meter (5862 voet)
- Cone Peak, 1571 meter (5155 voet)
- Ventana Double Cone, 1479 meter (4853 voet)
- Mount Carmel, 1346 meter (4417 voet)